# هيلا (شخصية)
هيلا هي شخصية خيالية في مارفل كومكس من ابتكار ستان لي وجاك كيربي،ظهرت لأول مرة في مارس 1964.